# Hemerobius morobensis
Hemerobius morobensis är en insektsart som beskrevs av Tim R. New 1989. Hemerobius morobensis ingår i släktet Hemerobius och familjen florsländor. Inga underarter finns listade i Catalogue of Life.